# Samuel Peltzman
Samuel Peltzman (* 24. Januar 1940 in Brooklyn, New York City) ist ein US-amerikanischer Wirtschaftswissenschaftler und Hochschullehrer.

## Werdegang, Forschung und Lehre
Peltzman schloss sein Studium am City College of New York als BBA ab, ehe er 1965 als Ph.D. in Wirtschaftswissenschaften an der University of Chicago graduierte. An der dortigen Universität, bei der er verschiedene Lehrstühle innehatte, blieb er dem wissenschaftlichen Betrieb treu und arbeitete an der renommierten Booth School of Business.
Peltzman setzt sich in seinen Arbeiten mit der Regulierung der Wirtschaft auseinander. Mit seiner 1976 im Rahmen einer Festschrift für George Stigler veröffentlichten Arbeit „Toward a More General Theory of Regulation“, die auch im The Journal of Law and Economics erschien, entwickelte er eine Theorie über Regulierung und die beobachtbaren Abweichungen von ihrer Intention, die er in den folgenden Jahren ausbaute. Seine Erkenntnis, dass Menschen bei gesetzlichen Maßnahmen zur Erhöhung der Sicherheit risikofreudiger werden, erhielt die Bezeichnung Peltzman-Effekt. Exemplarisch hierfür steht die risikoreichere Fahrweise von Autofahrern im Anschluss an die gesetzliche Gurtpflicht.
Daneben forschte und publizierte Peltzman zu politischer Ökonomie, Wahlverhalten, Industrieökonomik und Innovationen im Pharmabereich.
Seit 2013 zählt ihn Thomson Reuters aufgrund der Zahl seiner Zitationen zu den Favoriten auf einen Nobelpreis (Thomson Reuters Citation Laureates).

## Professionelle Aktivitäten
Peltzman ist Redakteur des angesehenen Journals The Journal of Law and Economics.

## Werke (Auswahl)
Die folgende Auflistung gibt von Peltzman veröffentlichte Bücher und Monographien wieder, zudem hat er zahlreiche Zeitschriftenartikel und Arbeitspapiere verfasst.
- Regulation of Automobile Safety (1987)
- Regulation of Pharmaceutical Innovation (1987)
- Political Participation and Government Regulation (1998)
- Deregulation of Network Industries: What's Next? mit Clifford Winston (2000)
- Regulation and the Natural Progress of Opulence (2005)